# Eric Sogard
Eric Sidney Sogard (né le 22 mai 1986 à Phoenix, Arizona, États-Unis) est un joueur de baseball évoluant aux position de deuxième but et d'arrêt-court dans la Ligue majeure de baseball. Après avoir évolué pour les Athletics d'Oakland de 2010 à 2015, il joue depuis 2017 pour les Cubs de Chicago.

## Carrière
Athlète évoluant à l'Université d'État de l'Arizona à Tempe, Eric Sogard est un choix de deuxième ronde des Padres de San Diego en 2007.
Alors qu'il joue toujours en ligue mineure, Sogard passe aux Athletics d'Oakland le 15 janvier 2010, lorsque les Padres l'échangent avec le joueur de troisième but Kevin Kouzmanoff pour acquérir les voltigeurs Scott Hairston et Aaron Cunningham.
Le 14 septembre 2010, Sogard fait ses débuts dans les majeures dans un match opposant les Athletics aux Royals, à Kansas City. Il obtient ce jour-là son premier coup sûr au plus haut niveau, réussi contre le lanceur Dusty Hughes.
Au début 2014, la Ligue majeure de baseball organise un « concours » sur Twitter dans lequel les internautes sont appelés à élire « The Face of MLB » (« le visage de la MLB ») en votant pour leur joueurs préférés dans une sorte de tournoi où chaque club a un représentant opposé à un autre, celui obtenant le plus de votes passant à la ronde suivante. Source d'amusement, la candidature de Sogard comme représentant des Athletics devient virale, et le joueur discret obtient plus de votes que des joueurs étoiles considérablement plus connu que lui, tels Troy Tulowitzki, José Bautista et Buster Posey. Porté par le hashtag #NERDPOWER, Sogard, l'un des rares joueurs de la ligue à porter des lunettes, est voté jusqu'en finale, où un déluge de votes de dernière minute pour David Wright élit la vedette des Mets de New York « visage de la MLB » au détriment de Sogard, soulevant certains doutes sur la promotion,.